# 盧毓粹
盧毓粹（1615年1月3日—17世紀），字含美，北直隸大名府東明縣人，清朝政治人物。

## 生平
盧毓粹是崇禎十五年（1642年）壬午科順天鄉試舉人，順治三年（1646年）會試中式，四年（1647年）補殿試成進士，先在戶部觀政，後獲授平利知縣，十三年（1656年）改任浙江昌化知縣，為人慈祥，喜歡教化人民，與教諭博張貞侯、訓導傅應驥每月課士，提供膳食筆札鼓舞士子，同時簡刑勸農，革除蠹吏私下收取的數十金造屋例，十七年（1660年）分考鄉試也號稱得人，在昌化十年人們稱頌為「盧母」，後官至工部虞衡司主事。

## 家族
曾祖盧九場，贈中憲大夫；祖父盧學樂，萬曆十三年舉人；父盧允諧，增廣生。

## 引用
1. 1 2 3  《順治四年丁亥科進士三代履歷》：盧毓粹，曾祖九場，誥贈中憲大夫；祖學樂，乙酉舉人；父允諧，增廣生。含美，書一房，甲寅年十二月初四日生，東明縣人，壬午八十四名，丙戌會試三百八十名，丁亥補殿試三甲二百六名，戶部觀政，授陝西平利知縣。
2. ↑  乾隆《東明縣志·卷五·選舉》：國朝進士 盧毓粹 順治丙戌【丁亥】科，學樂之孫，任平利、昌化縣知縣，工部虞衡司主事
3. ↑  民國《【浙江】昌化縣志·卷八·秩官志》：盧毓粹，字含美，大名府東明人，進士，順治十三年任，性仁厚，服官一本以慈，尤喜作人，偕學博張貞侯、傅應驥率先月課士，具膳饈供筆札以示鼓舞，簡刑勸農民以無訟，昌邑向取本山木造屋無稅例，時各蠹勾連關差踵門科屋稅，輿馬紛沓炰烋，徧邑中造屋數十金稅費，且倍蓰魚肉民殊酷，粹力請于憲勒石永革之，民賴以寧，庚子分房所得皆名士，令昌十載人頌為盧母，後陞工部虞衡司主事。